# Universidad de Bellas Artes Mimar Sinan
La Universidad de Bellas Artes Mimar Sinan (en turco: Mimar Sinan Güzel Sanatlar Üniversitesi; abreviada MSGSÜ) es una universidad estatal turca dedicada a la educación superior en bellas artes. Está ubicada en el barrio de Fındıklı en Beyoğlu, Estambul, Turquía. Las sedes de la Escuela de Bellas Artes Mimar Sinan en Estambul y Ankara no tienen relación alguna con la universidad.

## Historia

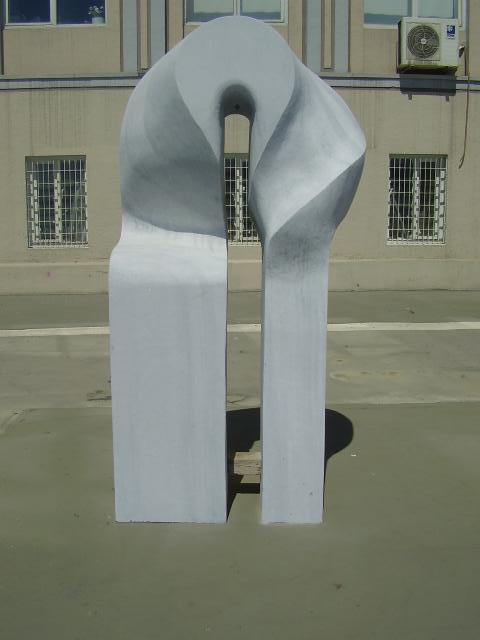
Escultura de mármol en la universidad.

La institución fue fundada el 1 de enero de 1882, con el nombre "Escuela de Bellas Artes" ("Sanayi-i Nefise Mekteb-i Âlisi, formalmente Mekteb-i Sanayi-i Nefise-i Şâhâne o simplemente "Sanayi-i Nefise Mektebi") por el renombrado pintor, historiador de arte, arqueólogo y curador de museos turco, Osman Hamdi Bey. La Universidad de Mimar Sinan fue la primera institución educativa en ofrecer programas de bellas artes y arquitectura en el país otomano. Abrió sus puertas el 2 de marzo de 1883, con apenas ocho instructores y una veintena de estudiantes.
En 1914 la escuela se volvió mixta, y 14 años después se convirtió en una academia, la primera de Turquía. Su nombre fue cambiado a "Academia Estatal de Bellas Artes" (Devlet Güzel Sanatlar Akademisi). En 1969 nuevamente su nombre fue cambiado, figurando como "Academia Estatal de Bellas Artes de Estambul" (İstanbul Devlet Güzel Sanatlar Akademisi abbreviated İDGSA). El 20 de julio de 1982 la institución se convirtió en la "Universidad de Mimar Sinan" (Mimar Sinan Üniversitesi) en honor al gran arquitecto otomano Mimar Sinan. Finalmente, en diciembre de 2003, la administración decidió darle el nombre que la institución ostenta en la actualidad.

## Unidades académicas

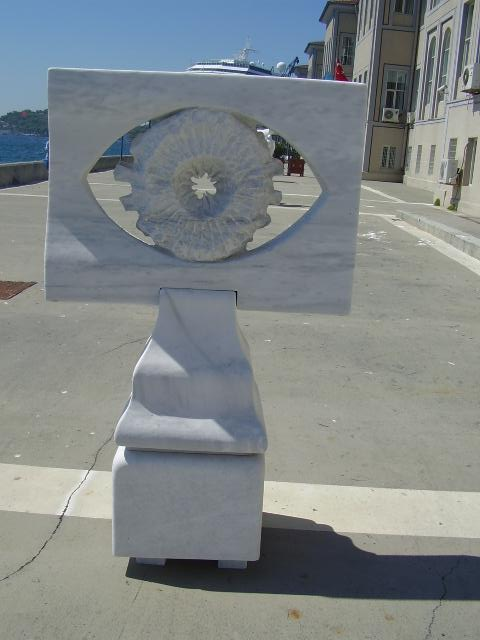
Ojo en mármol.

- Facultad de ciencias naturales y literatura (arqueología, pedagogía, física, estadística, matemáticas, historia del arte, sociología, historia, filología turca y literatura).
- Facultad de bellas artes (fotografía, artesanía turca, diseño gráfico, escultura, pintura, montaje escénico y vestuario, cerámica y vidrio, cine y televisión, diseño textil y diseño de moda, encuadernación, restauración, caligrafía y diseño de alfombras), restauración y conservación de obras antiguas.
- Facultad de arquitectura (diseño industrial, arquitectura de interiores, arquitectura, planeamiento urbanístico y planeación territorial).
- Conservatorio Estatal de Estambul (música, musicología, artes escénicas).
- Conservatorio infantil.
- Escuela vocacional (diseño textil, restauración arquitectónica).
- Instituto de ciencias naturales.
- Instituto de ciencias sociales.
- Instituto de bellas artes.
- Escuela de informática.[10]

## Instituciones asociadas
- Palacio de Nusretiye.
- Museo de Pintura y Escultura de Estambul.[11][12]
- Centro Cultural Tophane-i Amire.

## Profesorado destacado
- Osman Hamdi Bey-pintor, historiador del arte y arqueólogo[13][14]
- Yervant Osgan–escultor
- İbrahim Çallı–pintor
- Filiz Ali–pianista y musicólogo
- Rudolf Belling–escultor alemán
- Nuri Bilge Ceylan–cineasta y fotógrafo
- Adnan Coker–pintor
- Bedri Rahmi Eyüboğlu–pintor y poeta
- Nazmi Ziya Güran–pintor
- Bruno Taut–German arquitecto
- Alexander Vallaury–arquitecto francés
- Robert Vorhoelzer–arquitecto alemán
- Suphi Saatçi–arquitecto e historiador
- Ali Teoman Germaner–escultor

## Alumnado notable

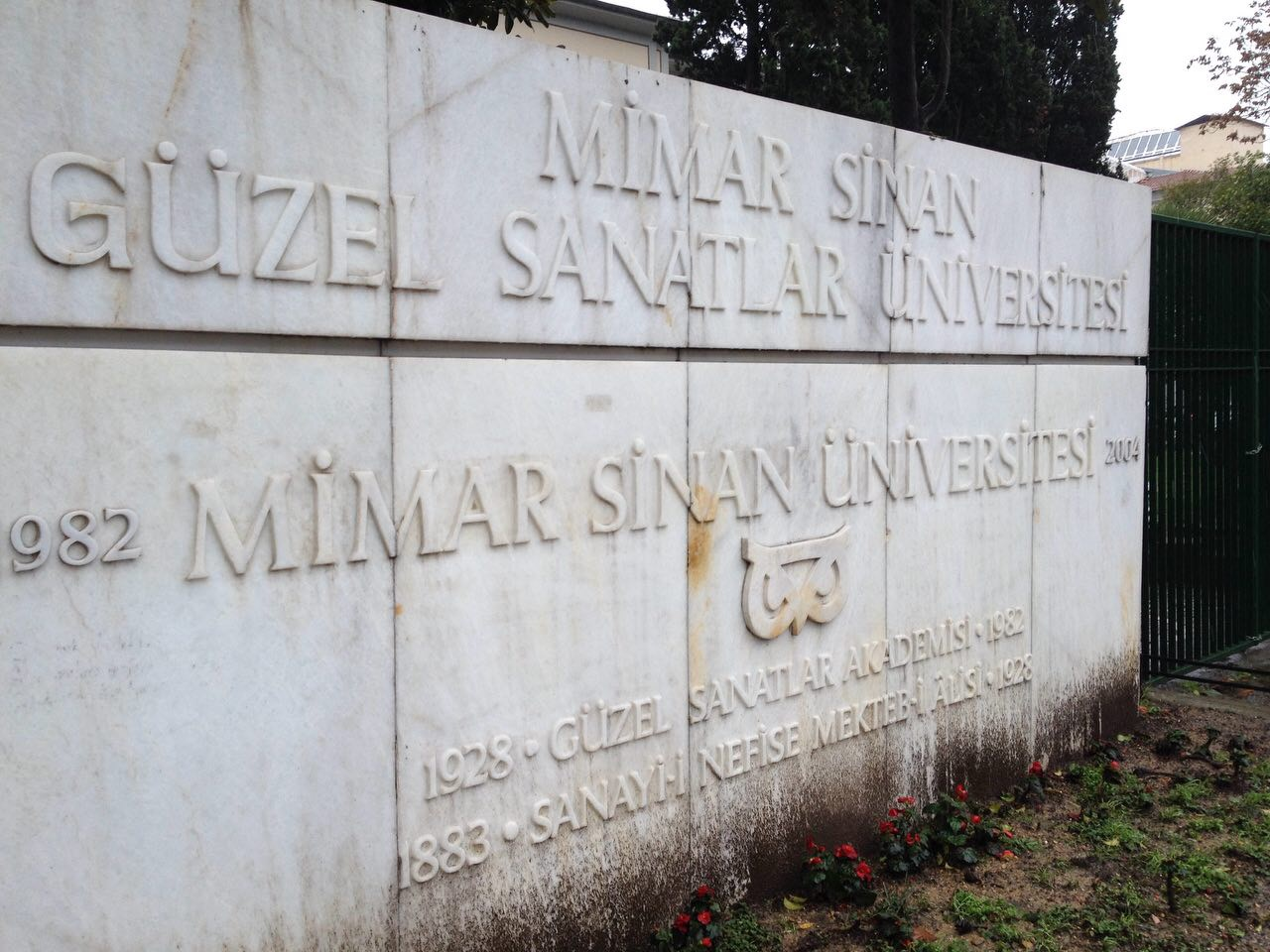
Pared de mármol ubicada en la entrada de la universidad.

- Okan Bayülgen–actor y personalidad televisiva
- Akbar Behkalam–pintor y escultor germano-iraní
- Burak Bilgili–cantante de ópera
- Adnan Coker–pintor
- Nevin Çokay–pintor
- Yonca Evcimik–cantante de pop
- Bergüzar Korel-actriz[15][16]
- Nazmi Ziya Güran–pintor
- Nazlı Deniz Kuruoğlu–bailarina de ballet y reina de belleza
- Kutluğ Ataman–cineasta
- Nur Koçak–artista
- Maya Kulenovic–pintora canadiense
- Erinç Seymen–artista
- İrem Altuğ-actriz
- Sevil Soyer–pintora
- Emre Arolat-arquitecto[17]
- Pınar Selek–activista y autora
- Galip Tekin–artista del cómic
- Büşra Develi-actriz
- Nilufer Moayeri–artista
- Tuba Büyüküstün–actriz y modelo
- Sinem Banna–escultor turco-estadounidense
- Halit Ergenç–actor
- Nejat Isler–actor
- Suphi Saatçi–arquitecto
- Hande Erçel–actriz y modelo